# Facultatea de Drept a Universității de Stat din Moldova
Facultatea de Drept este una dintre cele mai vechi facultăți ale Universității de Stat din Moldova, amplasată la Chișinău. 

## Istoric
Facultatea de Drept este una dintre cele mai vechi facultăți ale Universității de Stat din Moldova, avînd o bogată tradiție în cadrul învățămîntului juridic moldovenesc.
Facultatea de Drept a fost fondată în anul 1959 și în prezent este una dintre cele mai mari facultăți ale Universității de Stat din Moldova. Cu eforturile cadrelor didactice de la Facultate se pregătesc specialiști în toate domeniile dreptului din Republica Moldova. 
Majoritatea profesorilor Facultății de Drept au urmat stagii în universități din Europa de Vest și din America de Nord, iar o bună parte din ei și-au făcut studiile de masterat sau de doctorat în instituții universitare din România, Rusia, Olanda, Belgia, Franța, Germania, susținând cu succes tezele. Anual, aulele Facultății de Drept găzduiesc prelegerile profesorilor cu renume european și mondial. În fiecare an sunt invitați profesori din instituții prestigioase de învățământ superior din lume pentru a ține ore la diverse discipline. La Facultate activează Filierele francofonă și anglofonă, în cadrul cărora își pot face studiile în domeniul dreptului studenții ce posedă la un nivel înalt limba franceză sau limba engleză. 
Deținând titlul de prestigioasă instituție de învățământ din Republica Moldova, astăzi Facultatea de Drept se prezintă ca un centru universitar de tradiție, cu un colectiv de cadre didactice și științifice profesioniste și studenți uniți prin același scop - de a contribui la reformarea domeniului juridic, la întronarea dreptății, democrației, la asigurarea supremației Legii.
Odată cu aderarea Republicii Moldova la Procesul Bologna, studiile universitare se desfășoară în 3 cicluri: I - licență, II - masterat și III - doctorat. În fiecare an, peste 200 cadre didactice de înaltă calificare sunt implicați cu maximă responsabilitate în procesul de instruire și educație la facultate, urmărind pregătirea specialiștilor în toate domeniile dreptului ce se studiază la aceste etape.
Începând cu anul 1993, în cadrul Facultății de Drept a USM activează Consiliul științific specializat de conferire a titlurilor științifice de doctor și de doctor habilitat în drept - primul de acest gen în Republica Moldova.
Facultatea are în componență filierele anglofonă și francofonă, în cadrul cărora își pot face studiile în domeniul dreptului studenții ce posedă la un nivel înalt limba franceză sau limba engleză, formându-și astfel o ținută lingvistică adecvată procesului de aderare a Republicii Moldova la familia europeană.
Calitatea studiilor la Facultatea de Drept este asigurată de suportul didactic adecvat și de literatura de specialitate, pe care studenții o pot consulta în cele 4 săli de lectură ale Bibliotecii USM. 

## Studii
Domenii de licență: Drept.
Specializări: Drept (ZI, FR).
- Număr de cadre didactice titulare: 50
- Număr de studenți: 2540
- Număr de masteranzi: 315
- Număr de doctoranzi: 80

Contractul pentru studiile de licență a unui an academic la zi constituie suma de: 10.000 MDL, ceea ce reprezintă echivalentul a 510 euro, studiile pentru licență frecvență redusă: 5.000 mii MDL, ceea ce constituie 255 euro, studiile de master: 11.000 mii MDL, respectiv, 560 euro. 
Posibilități de încadrare:
- Magistratură – judecători sau procurori;
- Avocatură;
- Notariat;
- Consilieri juridici;
- Consilieri pentru afaceri europene;
- Consilieri în cadrul serviciului de probațiune;
- Notari;
- Profesori și/sau cercetători în cadrul învățământului universitar.

Absolvenții Facultății de Drept vor putea lucra în domeniul juridic ca judecători, procurori, avocați, magistrați, criminaliști, grefieri, executori judecătorești etc., în domeniul economico-financiar, în relațiile internaționale, în domeniul administrativ, în domeniul diplomatic, în cadrul instituțiilor Uniunii Europene, în învățămînt etc.
Mari personalități care au predat sau care s-au format aici: Victor Volcinschi, Gheorghe Susarenco, Mihai Ghimpu, Nicolae Timofti, Oleg Efrim, Alexandru Tănase, Nata Albot, Igor Dolea, Sergiu Băieșu, Alexandru Arseni, Teodor Cîrnaț și alții.

## Catedre
- Departament Drept Privat
- Departament Drept Public
- Departament Drept Penal
- Departament Drept Procedural
- Departament Drept Internațional și European

## Vezi și
- Absolvenți ai Facultății de Drept a Universității de Stat din Moldova

## Legături externe
- http://www.drept.usm.md Arhivat în 22 septembrie 2018, la Wayback Machine.

Format:Facultăți Universitatea de Stat din Moldova